# رقیب کوپیدو
رقیب کوپیدو (انگلیسی: Cupid's Rival) یک فیلم کمدی صامت کوتاه به کارگردانی بیلی وست است که در سال ۱۹۱۷ منتشر شد. از بازیگران این فیلم می‌توان به اولیور هاردی، بیلی وست، اتل برتون، فلورنس مک‌لاکلین، اتلین گیبسون و لئو وایت اشاره کرد.